# Eleccions al Dáil Éireann de 1933

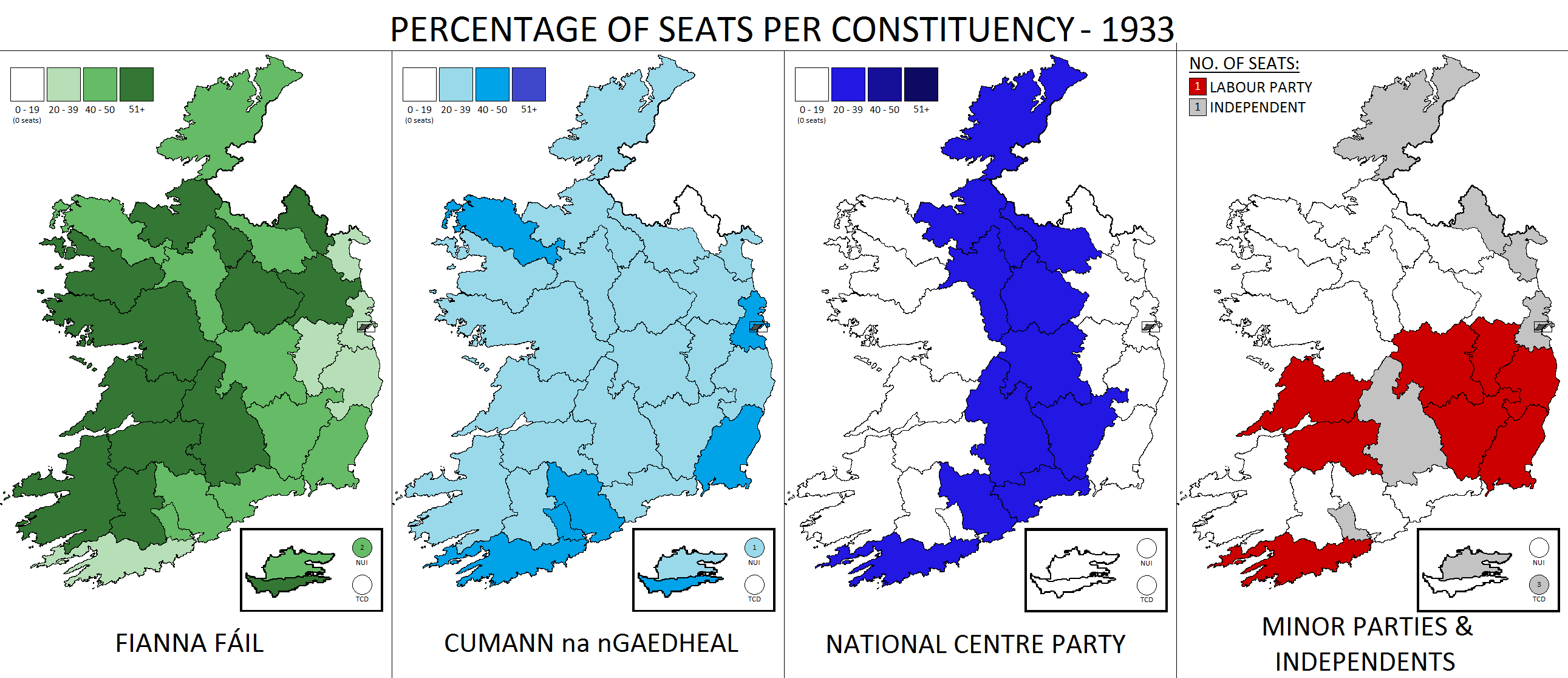
Resultats per circumscripcions i partits

Les eleccions al Dáil Éireann de 1933 es van celebrar el 24 de gener de 1933 per a renovar els 153 diputats del Dáil Éireann. Va guanyar el Fianna Fáil per majoria absoluta.

## Resultats
| Partit                    | Líder               | Vot popular | %     | Escons |
| Fianna Fáil               | Éamonn de Valera    |             | 49,7% | 76     |
| Cumann na nGaedhael       | William T. Cosgrave |             | 34,8% | 48     |
| Partit Nacional de Centre | Frank MacDermott    |             | 7,2%  | 11     |
| Laborista                 | William Norton      |             | 5,7%  | 8      |
| Independents              |                     |             | 5,8%  | 9      |